# Agricultura biointensiva
L'agricultura biointensiva és un mètode d'agricultura intensiva, ecològica i sustentable formulat per John Jeavons l'any 1971 dissenyat per a ser de xicoteta escala i enfocada en l'autoconsum i una comercialització propera. Tot això sense l'ús d'inputs externs, el mètode és quasi totalment sustentable i intenta aprofitar al seu favor les lleis naturals per a produir un gran rendiment en poc espai, i utilitzant menys aigua que l'agricultura mecanitzada convencional. La part tècnica es realitza a mà amb ajuda d'alguna eina, sense ús de derivats del petroli, i consisteix en diversos principis que poden ser adaptats a qualsevol clima. El resultat és una agricultura ecològica que no solament produeix aliments nutritius i orgànics, sinó també reconstrueix i millora la fertilitat del sòl. Aquest tipus d'agricultura s'ha popularitzat i emprat en uns 130 països.1
El mètode biointensiu brinda una solució a la seguretat alimentària familiar enfront dels grans problemes que amenacen als pobles arreu del món: la contaminació, destrucció del medi ambient, l'esgotament dels recursos naturals i el calfament global. Amb aquest èmfasi, el mètode s'ha desenvolupat per a poder cultivar tots els aliments per a una dieta completa i nutritiva en l'espai més reduït possible.

## Història
L'agricultura biointensiva es basa en l'agricultura ancestral de la Xina, Grècia, Maia, Peruana, Boliviana i Europa que es practicava abans de la gran industrialització de l'agricultura moderna convencional. La tècnica combina principis de l'agricultura biodinàmica i el cultiu intensiu francés. Ha sigut desenvolupada i investigada durant els últims 35 anys per Ecology Action, una ONG estatunidenca amb seu a Califòrnia. El director de la qual, John Jeavons, ha escrit diverses publicacions, la més famosa que es diu "Cultiu Biointensiu d'Aliments – més aliments en menys espai" (How to Grow More Vegetables) la qual ha sigut traduïda a 8 idiomes, incloent el braille.
Ecology Action va iniciar la seua investigació el 1972 al seu primer hort de recerca sobre terrenys de Syntex Corporation al Parc Industrial de la Universitat Stanford. Els horitzons "A" i "B" del sòl es van traure i l'hort es va crear al subsòl de l'horitzont "C". L'any 1980 va ser necessari renunciar a aquest lloc perquè Syntex necessitava la terra. Abans que es traslladara l'hort, Doug Maher, un estudiant de la Universitat de Califòrnia, Berkeley, va testar el sòl en un dels bancals. Va enumerar els resultats a la seua tesi de màster d'edafologia, descobrint que el nivell de carboni humificat en els primers 2,5 a 4 cm de sòl s'havia acumulat en només vuit anys fins a un nivell que hauria trigat a la Natura fins a 500 anys. La tesi va extrapolar que les tècniques de cultiu biointensives, utilitzades adequadament, tenen el potencial de construir sòl fins a 60 vegades més ràpid del que pot desenvolupar-lo a la Natura.

## Principis fonamentals
Per a implementar aquest mètode hem d'aplicar 8 principis bàsics:
1. La doble excavació busca millorar les condicions edafològiques del sòl.
2. Fabricar compost biointensiu per a nodrir el sòl.
3. Sembrar el més a prop possible. Optimitzar els espais disponibles per a disminuir l'ús d'inputs.
4. Associar cultius: implementar sistemes de policultius per a previndre la proliferació de plagues i malalties.
5. Cultiu del Carboni. Per a la producció d'abonament orgànic.
6. Cultiu de Calories. Per a suplir necessitats nutricionals calòriques.
7. Llavors pol·linitzades. Per a implementar el mètode s'usen llavors naturals i pol·linitzades.
8. Integració del mètode. Hem d'integrar els 8 principis per a poder aplicar el mètode.

## Metodologia
Les tècniques agrícoles biointensives permeten cultivar aliments mitjançant:
- Entre un 67% i 88% menys d'aigua.
- Del 50% al 100% menys d'adobament.
- Un 99% menys d'energia que l'agricultura convencional, mentre utilitza una fracció dels recursos.

Aquestes tècniques també poden:
- Produeix de 2 a 6 vegades més aliments.
- Construeix sòl fins a 60 vegades més ràpid que a la Natura, si es fa adequadament.
- Redueix a la meitat o més la quantitat de superfície necessària.

Per tal d'aconseguir tenir un granja sustentable de xicoteta escala aproximadament el 60% dels bancals ha d'estar dedicats a cultius amb un alt grau de carboni, com ara cereals que produïsquen una gran quantitat de biomassa (panís, blat, sègol, etc) o plantes farratgeres (fava, veça, gira-sol, etc.), ja que perquè l'horta siga sustentable, cal produir la quantitat suficient de compost per a continuar fertilitzant tots els cultius any rere any. Això significa que l'horta ha de produir prou biomassa, amb contingut en carboni, per a retornar al sòl i mantenir la seua fertilitat. Un 30% al cultiu de calories. Els cultius d'aquesta categoria han de ser eficients tant en superfície com en pes. Es considera que un cultiu és "eficient per a la zona" si la superfície anual necessària per a les calories totals és de 16 bancals o menys. Així, es considera "eficaç en el pes" si el pes diari d'aliments que es consumeixen per a calories totals és d'uns 4 kg (9 lliures) o menys. I finalment, un 10% es dedica a cultivar hortalisses per a obtindre les vitamines i minerals necessaris. Dins d'aquesta àrea també, es poden plantar cultius d'alt valor en el mercat per a vendre.

### Doble excavació
Per aconseguir aquests beneficis, el mètode biointensiu utilitza els vuit principis ja esmentats. El més important a nivell del sòl és la doble excavació per crear bancals profunds ben fertilitzats on poder desenvolupar la resta de principis: associació de cultius, cultiu de calories, etc.
Un bancal ben preparat amb terra solta a una profunditat de 60 cm deixa que les arrels de les plantes cresquen de manera equilibrada i proporciona una quantitat constant de nutrients a la resta de la planta. L'aigua es pot moure a través del sòl lliurement i les adventícies es poden traure amb facilitat. Les arrels de les plantes tenen tanta terra solta disponible, que permet que un major número d'aquestes cresca per unitat d'àrea, la qual cosa significa, més aliment en un hort més xicotet.
La meta de la doble excavació és produir un bancal amb un sòl esponjós i viu, a una profunditat de 60 cm, amb un 50% d'espai porós per a l'aire i l'aigua. L'ideal és que siga la meitat de l'espai porós per a cadascun d'aquests elements. (El 50% restant del sòl és matèria mineral, incloent fragments de pedres i una xicoteta quantitat de matèria orgànica). En un hort nou, el sòl pot ser de tan sols de 38 a 45 cm de profunditat, però els microorganismes, els cucs de terra, les arrels i l'aigua aconseguiran que es faça una mica més profund cada any.
La doble excavació es fa una vegada per any. La millor època per a dur a terme la doble excavació és en la primavera, just quan les plàntules estan llestes per a ser trasplantades al bancal. Les plàntules creixen millor en un sòl que s'ha afluixat recentment. Si durant la tardor comences un nou bancal, també és possible que fer només un excavat senzill (afluixant els primers 30 cm del sòl amb la fanga) i sembres cultius de carboni (abans esmentats). D'aquesta manera, en la primavera, la doble excavació serà molt més fàcil.
Abans de començar un nou bancal, col·loca estaques en cada cantó i connecta cadascun amb una corda per a delinear-lo. Depenent de les condicions del sòl, potser caldrà fer una o més coses descrites a continuació en l'ordre especificat:
1. Si el sòl està sec i dur, cal regar-lo bé (almenys durant dues hores amb un aspersor, si és necessari) i deixa que l'aigua percole durant dos dies.
2. Afluixar el sòl a una profunditat de 30 cm amb la fanga.
3. Birbar, incloent les arrels de les adventícies. Aquestes poden compostar-se.
4. Regar lleugerament durant un o dos dies (cinc minuts o més per cada 10 m²) o inclusivament més temps si les gleves són particularment grans.
5. Deixar reposar el sòl durant un dia sencer.

Per a excavar cal de parar-se sobre una planxa de fusta perquè el pes estiga distribuït d'una manera equilibrada i no es compacte el sòl. Cal realitzar aquests passos:
1. En un extrem del bancal (la capçalera) s'excava amb una pala recta una rasa de 30 cm d'ample i 30 cm de profunditat. Es posa la terra en cabassos, o en un carretó o apilar-la sobre el sòl. Aquesta terra després es pot utilitzar per a fer composta i per al planter, o pot usar-se en el bancal per a plenar l'última rasa després d'acabar la doble excavació. Encara que en realitat, l'última rasa no la necessitarà perquè el volum en el llit augmenta amb el sòl airejat, mentre que si la terra s'utilitza en la compostera, aquesta es tornarà després al bancal com a part d'una compost madur.
2. Amb una fanga s'afluixen altres 30 cm el sòl d'aquesta rasa. Es clava tota la fanga en el sòl (o tan profund com siga possible) i espentant el mànec cap avall i cap a davant perquè els forcons de la fanga afluixen el sòl, airejant-lo. Si la fanga no penetra fàcilment, estira'l una mica cap amunt i després espenta novament cap avall. Només s'ha d'afluixar fins on es puga manejar la fanga amb facilitat. La següent vegada que es dobleexcave aquest bancal, serà més fàcil anar una mica més profund. Si el sòl de la rasa inferior està sec, es regarà molt bé la terra abans de continuar. És més fàcil que, en aquest punt, l'aigua penetre els següents 30 cm del sòl, després de preparada el bancal.
3. S'excava amb la pala la part superior de la segona rasa, 30 cm de profunditat i 30 cm d'ample. Es clava la pala completament (o fins on siga possible), s'alça la terra amb la pala, s'inclina la punta de la pala cap avant i cap avall i es deixa caure la terra solta i airejada sobre la primera rasa. És important no mesclar molt les capes de terra, ja que viuen diferents microorganismes en les diferents capes de sòl; com menys els molestem quan excavem, més ràpidament seguiran amb la seua tasca de proveir nutrients a les noves plàntules. Cada palada de terra es du cap avant de la mateixa manera fins a haver completat la segona rasa.
4. Afluixar els següents 30 cm de la segona rasa amb la fanga.
5. Continuar d'aquesta mateixa manera amb la tercera rasa i amb la resta de les rases fins a acabar el bancal.
6. Una vegada acabada la tercera o quarta rasa (i cada tercera o quarta rasa després d'aquestes), utilitza el rascle per a moure la terra acumulada cap avant i anivellar la porció feta del bancal. Així caldrà moure menys terra quan arribes al final del bancal, quan més cansament s'ha acumulat.
7. Després d'afluixar la part inferior de l'última rasa, s'anivella amb el rascle tot el bancal. Pot incorporar-se la terra de la primera rasa, si no s'ha utilitzat per a altres propòsits.)
8. Escampar una capa de 0,6 a 1,25 cm de gruix de compost madur sobre la superfície del bancal.
9. Incorporar amb una fanga el compost a una profunditat de 5 a 10 cm sobre la capa superior de terra.

Si ja està tot llest per a trasplantar, tan prompte com estiga acabada la doble excavació del bancal, s'agrega el compost i es planten les plàntules. Si no es poden trasplantar immediatament, s'ha de cobrir el bancal acabat amb una ràfia i mantenir-se la terra humida perquè els microorganismes romanguen vius. Incorpora el compost al bancal just abans de trasplantar.

### Fertilitat i maneig del cultiu
Les plantes sanes de l'hort requereixen una quantitat constant de nutrients. Aquestes poden obtenir el 96% d'aquests nutrients de l'aire, l'aigua i el sol (a través del procés de fotosíntesi). No obstant això, si no obtenen el 4% restant, no creixeran bé ni podran proveir-nos d'un aliment sa. El compost mesclat amb terra pot proveir aquests importants nutrients, si els materials que la integren els tenen. El compost millora l'estructura del sòl fent-lo més fàcil de treballar, incrementa la seua capacitat per a retenir la humitat i l'aire, i redueix la possibilitat d'erosió. A més, les llavors germinen més ràpidament en un sòl amb compost.
El compost és molt millor per al sòl que els fertilitzants químics, ja que aquests no agreguen matèria orgànica i alguns d'aquests es poden lixiviar si les plantes no els utilitza immediatament. Una pila de compost també recicla els rebutjos de l'hort, les fulles i les restes de cuina, transformant-los en aliment per al sòl.
La millor manera de sembrar les almàixeres o bancals és usant la forma hexagonal o intercalada (també coneguda com a "a portell"). Es pot obtenir quasi 10% més de plantes en un bancal si es sembra en forma hexagonal en comptes que en fileres. Cada varietat de planta requereix una distància òptima determinada per a obtenir un millor creixement. Si les plantes se sembren en un patró quadricular, hi haurà espai buit entre aquestes que pot fomentar certa compactació del sòl degut al reg i a una major evaporació.
Si se sembra en forma hexagonal, les fulles de les plantes es tocaran unes amb les de la resta per tots els costats, establint d'aquesta forma un microclima que afavorirà el creixement de les plantes. Aquest microclima també és conegut com a "encoixinat viu o cobertura". No cal oblidar que, la part més important de l'univers de les plantes és l'àrea que es localitza entre els 5 cm per damunt i els 5 cm per davall de la superfície del sòl al voltant de les plantes. Si les fulles de les plantes poden protegir tota la terra del bancal, les condicions de creixement per a les plantes seran més estables, i tant les fulles com les arrels eixiran beneficiades.
Avantatges d'aquest tipus de sembra: redueix l'evaporació, limita el creixement d'adventícies, dificulta la proliferació de plagues i crea un microclima apropiat per a la varietat sembrada.
L'agroecosistema de l'hort és part d'un ecosistema major que interactua amb el sol, l'ombra, la calor, el vent, els ocells, els insectes i els animals. L'ecosistema de la Natura és variat i equilibrat, amb interrelacions equilibrades de tot tipus. Si bé el propòsit principal del sistema biointensiu és desenvolupar un sòl sa, una meta addicional és fer que l'hort reflectisca la diversitat de la Natura. Inclusivament les adventícies tenen un paper important. L'associació de cultius implica seleccionar els que se sembraran un al costat de l'altre per a obtenir millors resultats, tenint sempre al cap l'hort com un tot.
Quan una plàntula està en edat de ser trasplantada estableix relacions cada vegada més estretes amb les plantes que l'envolten. Aquestes relacions són especialment importants entre les plantes adultes a mesura que es van desenvolupant d'acord amb el seu tipus i varietat, essències i aromes diferenciades. Quan se sembren certes plantes al costat d'unes altres es beneficien, però algunes no, com, per exemple, el donzell, les secrecions tòxiques de fulles i arrels no permeten el desenvolupament adequat de les plantes al seu voltant (al·lelopatia). Aquests mecanismes particulars possibiliten a aquestes plantes sobreviure i augmentar la seua població. Els nostres avantpassats ja practicaven l'associació de cultius en l'hort i en l'actualitat el mètode biointensiu la represa.
Encara que la documentació científica és escassa, molts horticultors han observat que algunes plantes creixen millor si es cultiven al costat d'unes altres. Pel fet que les arrels s'estenen sobre una àrea més extensa que el que podem observar a simple vista, és possible que reaccionen les unes amb les altres sota terra, estimulant o inhibint el seu creixement.
La producció de molts dels nostres aliments depén de llavors híbrides, d'unes quantes varietats, les quals són comercialitzades per empreses internacionals. Certament els rendiments són alts, però els cultius requereixen grans quantitats d'aigua, fertilitzants i insecticides amb despeses cada vegada més elevades, i els dos últims causen més problemes al medi ambient que beneficis. Per tant, per a poder cultivar i guardar llavors pròpies, cal començar amb llavors de pol·linització oberta; això és, llavors produïdes per flors pol·linitzades de manera natural i senzilla pel vent o els insectes.

## Ramaderia
El mètode biointensiu se centra normalment en la dieta vegana. Això no significa que l'agricultura biointensiva haja d'excloure la cria d'animals. Els animals, encara que no siguen considerats sostenibles pels practicants biointensius, es poden incorporar als sistemes biointensius, tot i que augmenten considerablement la quantitat de terra i mà d'obra. A continuació, s'explica un article sobre el tema d'integració d'animals en un sistema biointensiu a la pàgina de "Preguntes freqüents" de l'Ecology Action:
La ramaderia es pot encaixar en un sistema biointensiu, però sol tenir una àrea més gran que el cultiu d'una dieta vegana. Normalment es necessita uns 40.000 m² de pastura per a 1 vaca/vedella (per a llet/carn) o 2 cabres (per a llet/carn/llana) o 2 ovelles (per a llet/carn/llana). En contraposició amb cultiu biointensiu i maximitzant la producció de calories comestibles en el disseny d'una dieta vegana, la dieta equilibrada completa d'una persona es pot cultivar sobre 372 m² (4.000 peus quadrats), una superfície molt més menuda.
El repte a criar animals per a menjar és que el 2014, el 90% de la gent del món només tindrà accés a uns 4.500 m² de terres cultivables per persona. Si deixem una zona igualitària en estat salvatge per protegir les plantes i animals, és a dir, la diversitat genètica i els ecosistemes del món. Com es veu a la informació que segueix sobre els requisits del sòl per incorporar el bestiar, això esdevé en tot un repte.
L'article continua estimant el metratge quadrat necessari per conrear farratge per a diversos animals (i compost per a fertilitzar el sòl) i proporciona una discussió sobre si s'ha d'utilitzar el fems animal com a suplement d'adob/compost.